# 丰子义
丰子义（1955年—），北京大学哲学系博雅讲席教授、博士生导师，北京大学马克思主义哲学研究中心主任。

## 生平
山西省应县人。1971—1973在应县杏寨中学学习，1973—1975在杏寨乡政府工作，1975—1978在应县团委工作。
1982年毕业于南开大学哲学系，1984年在北京大学哲学系马克思主义哲学史专业获硕士学位。后留系任教，1991年任副教授，1995年任教授，1998年任博士生导师。
主要研究方向为马克思主义哲学史、社会发展理论、全球化理论等。

## 学术兼职
北京大学哲学系学术委员会副主任，中国马克思主义哲学史学会副会长、中国人学学会会长，北京市社会科学联合会副主席，马克思主义理论与建设工程《马克思主义哲学》教材编写组首席专家之一。

## 思想
丰子义认为，马克思哲学经历了几次同旧哲学的决裂：第一次是同黑格尔思辨唯心主义的决裂，以《黑格尔法哲学批判》为标志。第二次是同鲍威尔为代表的青年黑格尔派的自我意识哲学的决裂，以《神圣家族》为标志。第三次是同整个“德国哲学思想体系”的决裂，重点是与费尔巴哈的决裂，以《关于费尔巴哈的提纲》和《德意志意识形态》为标志。
他认为习近平新时代中国特色社会主义思想蕴含着丰富的哲学思想，展现了21世纪中国马克思主义哲学的新特色、新风格、新气派。

## 著作
- 《现代化的理论基础》，北京大学出版社，1995
- 《现代化进程的矛盾与探求》，北京出版社，1999
- 《发展的反思与探索》，中国人民大学出版社，2006

## 奖项
- 2011年，李大钊奖，北京大学[13]